# Yan'an Dianying Zhipianchang
Yan'an Dianying Zhipianchang (xinès simplificat: 延安电影制片厂, pinyin: Yánān Diànyǐng Zhìpiànchǎng, literalment 'Estudi de cinema de Yan'an') fou un estudi de cinema amb seu a la ciutat de Yan'an, aleshores capital de la Xina Comunista. Va ser creat el 1946, a partir de la brigada de cinema de Yan'an, que datava del 1938. Aparegut com a conseqüència del Fòrum de Yan'an, el seu objectiu era el de crear llargmetratges.
La primera pel·lícula fou Bianqu laodong yingxiong, i no es finalitzaria fins 1947 per culpa de problemes amb els materials i per prioritzar la realització de documentals de guerra al de llargmetratges. Aquell mateix any, l'estudi seria dividit en dos grups, un que formaria el Dongbei Dianying Zhipianchang, i un altre que formaria Huabei Dianying Hui.